# Frankrikes Grand Prix 2021
Frankrikes Grand Prix 2021, officiellt Formula 1 Emirates Grand Prix De France 2021, var ett Formel 1-lopp som kördes den 20 juni 2021 på Circuit Paul Ricard i Le Castellet i Frankrike. Loppet var det sjunde loppet ingående i Formel 1-säsongen 2021 och kördes över 53 varv.

## Kvalet
I kvalet var Max Verstappen för Red Bull snabbast följt av de två Mercedesförarna Lewis Hamilton och Valtteri Bottas.
| Pos.                    | Nr. | Förare             | Konstruktör               | Kvaltider | Kvaltider | Kvaltider | Start- grid |
| Pos.                    | Nr. | Förare             | Konstruktör               | Q1        | Q2        | Q3        | Start- grid |
| ----------------------- | --- | ------------------ | ------------------------- | --------- | --------- | --------- | ----------- |
| 1                       | 33  | Max Verstappen     | Red Bull-Honda            | 1:31,001  | 1:31,080  | 1:29,990  | 1           |
| 2                       | 44  | Lewis Hamilton     | Mercedes                  | 1:31,237  | 1:30,788  | 1:30,248  | 2           |
| 3                       | 77  | Valtteri Bottas    | Mercedes                  | 1:31,669  | 1:30,735  | 1:30,376  | 3           |
| 4                       | 11  | Sergio Pérez       | Red Bull-Honda            | 1:31,560  | 1:30,971  | 1:30,445  | 4           |
| 5                       | 55  | Carlos Sainz, Jr.  | Ferrari                   | 1:32,079  | 1:31,146  | 1:30,840  | 5           |
| 6                       | 10  | Pierre Gasly       | Alpha Tauri-Honda         | 1:31,898  | 1:31,353  | 1:30,868  | 6           |
| 7                       | 16  | Charles Leclerc    | Ferrari                   | 1:32,209  | 1:31,567  | 1:30,987  | 7           |
| 8                       | 4   | Lando Norris       | McLaren-Mercedes          | 1:31,733  | 1:31,542  | 1:31,252  | 8           |
| 9                       | 14  | Fernando Alonso    | Alpine-Renault            | 1:32,158  | 1:31,549  | 1:31,340  | 9           |
| 10                      | 3   | Daniel Ricciardo   | McLaren-Mercedes          | 1:32,181  | 1:31,615  | 1:31,382  | 10          |
| 11                      | 31  | Esteban Ocon       | Alpine-Renault            | 1:32,139  | 1:31,736  | N/A       | 11          |
| 12                      | 5   | Sebastian Vettel   | Aston Martin-BWT Mercedes | 1:32,132  | 1:31,767  | N/A       | 12          |
| 13                      | 99  | Antonio Giovinazzi | Alfa Romeo-Ferrari        | 1:32,722  | 1:31,813  | N/A       | 13          |
| 14                      | 63  | George Russell     | Williams-Mercedes         | 1:33,060  | 1:32,065  | N/A       | 14          |
| 15                      | 47  | Mick Schumacher    | Haas-Ferrari              | 1:32,942  | N/A       | N/A       | 15          |
| 16                      | 6   | Nicholas Latifi    | Williams-Mercedes         | 1:33,062  | N/A       | N/A       | 16          |
| 17                      | 7   | Kimi Räikkönen     | Alfa Romeo-Ferrari        | 1:33,354  | N/A       | N/A       | 17          |
| 18                      | 9   | Nikita Mazepin     | Haas-Ferrari              | 1:33,554  | N/A       | N/A       | 18          |
| 107 %-gränsen: 1:37,371 |     |                    |                           |           |           |           |             |
| –                       | 18  | Lance Stroll       | Aston Martin-BWT Mercedes | 2:12,584  | N/A       | N/A       | 191         |
| –                       | 22  | Yuki Tsunoda       | Alpha Tauri-Honda         | N/A       | N/A       | N/A       | PL2         |
| Källor:                 |     |                    |                           |           |           |           |             |

Noter
- ^1  – Lance Stroll misslyckades att sätta en tid innanför 107%-regeln men fick tillåtelse att delta i loppet.[3]
- ^2  – Yuki Tsunoda misslyckades att sätta en tid under kvalet men fick tillåtelse att delta i loppet.[3] Han degraderades fem placeringar efter ett oplanerat växellådebyte. Detta gjorde ingen skillnad för honom eftersom han startade sist på startgridden. Bilen behövde också byta golv och därför startade Tsunoda från depån.[4]

## Loppet
Loppet är planerat att starta 15:00 lokaltid på söndagen. Loppet planeras at köras under 53 varv.
Max Verstappen tappade första position i första kurvan när han låste upp hjulen, Lewis Hamilton körde förbi och tog ledningen. Mick Schumacher tappade från 15 till 19 efter de första varven och George Russell tappade flera positioner. Charles Leclerc gjorde det första depåstoppet i det femtonde varvet. Bottas gick in för ett depåstopp i det 18:e varvet för att göra en undercut mot Max Verstappen. Verstappen körde in för ett depåstopp kort därefter och Pérez några varv senare varpå Hamilton tog ledningen följt av Bottas. I det 44:e varvet övertog Verstappen Bottas. I det 49:e varvet körde Pérez förbi Bottas för att ta podiumplatsen.  
| Pos.                                                                 | Nr. | Förare             | Konstruktör               | Varv | Tid/Bröt    | Grid | Poäng |
| -------------------------------------------------------------------- | --- | ------------------ | ------------------------- | ---- | ----------- | ---- | ----- |
| 1                                                                    | 33  | Max Verstappen     | Red Bull-Honda            | 53   | 1:27:25,770 | 1    | 261   |
| 2                                                                    | 44  | Lewis Hamilton     | Mercedes                  | 53   | +2,904      | 2    | 18    |
| 3                                                                    | 11  | Sergio Pérez       | Red Bull-Honda            | 53   | +8,811      | 4    | 15    |
| 4                                                                    | 77  | Valtteri Bottas    | Mercedes                  | 53   | +14,618     | 3    | 12    |
| 5                                                                    | 4   | Lando Norris       | McLaren-Mercedes          | 53   | +1:04,032   | 8    | 10    |
| 6                                                                    | 3   | Daniel Ricciardo   | McLaren-Mercedes          | 53   | +1:15,857   | 10   | 8     |
| 7                                                                    | 10  | Pierre Gasly       | Alpha Tauri-Honda         | 53   | +1:16,596   | 6    | 6     |
| 8                                                                    | 14  | Fernando Alonso    | Alpine-Renault            | 53   | +1:17,695   | 9    | 4     |
| 9                                                                    | 5   | Sebastian Vettel   | Aston Martin-BWT Mercedes | 53   | +1:19,666   | 12   | 2     |
| 10                                                                   | 18  | Lance Stroll       | Aston Martin-BWT Mercedes | 53   | +1:31,946   | 19   | 1     |
| 11                                                                   | 55  | Carlos Sainz, Jr.  | Ferrari                   | 53   | +1 varv     | 5    |       |
| 12                                                                   | 63  | George Russell     | Williams-Mercedes         | 52   | +1 varv     | 14   |       |
| 13                                                                   | 22  | Yuki Tsunoda       | Alpha Tauri-Honda         | 52   | +1 varv     | PL   |       |
| 14                                                                   | 31  | Esteban Ocon       | Alpine-Renault            | 52   | +1 varv     | 11   |       |
| 15                                                                   | 99  | Antonio Giovinazzi | Alfa Romeo-Ferrari        | 52   | +1 varv     | 13   |       |
| 16                                                                   | 16  | Charles Leclerc    | Ferrari                   | 52   | +1 varv     | 7    |       |
| 17                                                                   | 7   | Kimi Räikkönen     | Alfa Romeo-Ferrari        | 52   | +1 varv     | 17   |       |
| 18                                                                   | 6   | Nicholas Latifi    | Williams-Mercedes         | 52   | +1 varv     | 16   |       |
| 19                                                                   | 47  | Mick Schumacher    | Haas-Ferrari              | 52   | +1 varv     | 15   |       |
| 20                                                                   | 9   | Nikita Mazepin     | Haas-Ferrari              | 52   | +1 varv     | 18   |       |
| Snabbaste varvet: Max Verstappen, Red Bull-Honda, (varv 35) 1:36,404 |     |                    |                           |      |             |      |       |
| Källor:                                                              |     |                    |                           |      |             |      |       |

Noter
- ^1  – Inkluderar en extra poäng för snabbaste varv.

## Ställning efter loppet
|     | Pos. | Förare          | Poäng |
| --- | ---- | --------------- | ----- |
| ▬   | 1    | Max Verstappen  | 131   |
| ▬   | 2    | Lewis Hamilton  | 119   |
| ▬   | 3    | Sergio Pérez    | 84    |
| ▬   | 4    | Lando Norris    | 76    |
| ▲ 1 | 5    | Valtteri Bottas | 59    |

|     | Pos. | Konstruktör       | Poäng |
| --- | ---- | ----------------- | ----- |
| ▬   | 1    | Red Bull-Honda    | 215   |
| ▬   | 2    | Mercedes          | 178   |
| ▲ 1 | 3    | McLaren-Mercedes  | 110   |
| ▼ 1 | 4    | Ferrari           | 94    |
| ▬   | 5    | Alpha Tauri-Honda | 45    |

- Notering: Endast de fem bästa placeringarna i vardera mästerskap finns med på listorna.